# Pentameris uniflora
Pentameris uniflora är en gräsart som beskrevs av N.P.Barker. Pentameris uniflora ingår i släktet Pentameris och familjen gräs. Inga underarter finns listade i Catalogue of Life.